# Daniel Tovar
Daniel Tovar (* 27. August 1989 in Mexiko-Stadt) ist ein mexikanischer Filmschauspieler.

## Leben
In Mexiko wurde Tovar vor allem bekannt durch die Sitcom Skimo ab 2006 bekannt, wo er den Jugendlichen „Fito“ verkörperte. Einem internationalen Publikum wurde er 2007 durch seine Rolle in Rodrigo Plás Film La Zona bekannt. Es folgten eine Reihe von Auftritten in mexikanischen Fernsehserien.

## Filmografie (Auswahl)
- 2006–2007: Skimo (Fernsehserie, 51 Folgen)
- 2007: La Zona
- 2010–2013: Niñas mal (Fernsehserie, 27 Folgen)
- 2016–2017: Despertar contigo (Fernsehserie, 103 Folgen)
- 2018: El Rey del Valle (Fernsehserie, 26 Folgen)
- 2019: Un poquito tuyo (Fernsehserie, 72 Folgen)
- 2019: Mirreyes contra Godinez
- 2019–2020: Médicos, línea de vida (Fernsehserie, 87 Folgen)
- 2019–2020: Backdoor (Fernsehserie, 40 Folgen)